# Burak Nalli
Burak Nalli (19 juni 1989) is een Belgisch politicus voor Vooruit.

## Biografie
Burak Nalli, de kleinzoon van een arbeidsmigrant die in de jaren 1970 is gemigreerd van Turkije naar Gent, heeft zijn universitaire studies gevolgd in het buitenland. In 2011 behaalde hij een bachelor in de Europese studies en Midden-Oostenstudies aan de Universiteit Leiden en in 2012 een master in de politieke wetenschappen, specialisatie Europese studies, aan de wereldbekende topuniversiteit University College London, waar hij zich ook gespecialiseerd heeft in economische vakken.  Vooral zijn kennismaking met professor Jan-Emmanuel De Neve zorgde ervoor dat hij een liefde heeft ontwikkeld voor economische wetenschappen. In de media gaf Nalli als opgeleid politicoloog ook meermaals duiding bij gebeurtenissen in de Turkse politiek en samenleving.
Nalli liep zijn stage bij de Buitenlandse Zaken, waarna hij gewerkt heeft in diverse functies in de privésector. Van 2016 tot 2017 werkte hij als consultant public affairs en financieel management bij het consultancybedrijf Brunswick Group. Van 2017 tot 2024 werkte hij vervolgens bij de bank BNP Paribas Fortis.
Voor de toenmalige sp.a was Burak Nalli bij de gemeenteraadsverkiezingen van oktober 2018 kandidaat in Gent, maar hij werd niet verkozen. In oktober 2021 werd hij aangesteld tot lid van de Bijzonder comité voor de sociale dienst van de stad.
Bij de Vlaamse verkiezingen van 9 juni 2024 stond Nalli op de tweede plaats van de Vooruit-lijst in de kieskring Oost-Vlaanderen en werd verkozen in het Vlaams Parlement. Hij werd er ondervoorzitter van de commissie Algemeen Beleid, Financiën, Begroting, Justitie en Onroerend Erfgoed. Ook werd hij door zijn partij afgevaardigd naar de Senaat om er te zetelen als deelstaatsenator.
Bij de gemeenteraadsverkiezingen op 13 oktober 2024 stond Burak Nalli op de liberaal-socialistische lijst van Voor Gent. Vanop de 49e plaats van de lijst werd hij rechtstreeks verkozen in de Gentse gemeenteraad. In het daarop samengestelde stadsbestuur van Voor Gent en Groen werd Nalli in november 2024 voorgedragen als schepen voor Personeel, Burgerzaken en Dienstverlening. Hij besloot daarom ontslag te nemen uit zijn parlementaire functies, in december 2024 als senator en in maart 2025 als Vlaams Parlementslid.
Van oktober 2023 tot februari 2025 was hij eveneens ondervoorzitter van de provinciale afdeling van Vooruit in Oost-Vlaanderen.